# Luukarivier
De Luukarivier (Zweeds: Luukajoki) is een rivier die stroomt in de Zweedse  gemeente Kiruna. De rivier ontvangt haar water uit meren en moerassen die zich dicht bij de Kalixrivier bevinden. In plaats van de korte weg naar het zuiden (nog geen kilometer) stroomt ze 10 circa kilometer naar het noorden en levert haar water af aan de Liukattirivier.
Afwatering: Luukarivier → Liukattirivier → Luongasrivier → Torne → Botnische Golf